# AWO-425
AWО-425 (АВО-425, Simson-425) — мотоцикл, производившийся на  заводе «Simson» в немецком г. Зуле. С 1950 по 1952 гг. мотоцикл поступал в Советский Союз в счёт репараций. Обозначение «АВО» — сокращение от «Автовело», советского акционерного общества, которое объединило с сентября 1946 г. несколько заводов (в том числе и Simson) на территории ГДР. Цифра «4» значит четырехтактный, а «25» — рабочий объём 250 см³.
На мотоцикл устанавливался одноцилиндровый четырёхтактный двигатель с полусферической камерой сгорания и шпилечными клапанными пружинами. Опережением зажигания управлял автомат. На мотоцикле было зажигание от магнето.

Интересно, что конструкцией была предусмотрена возможность работы с коляской, хотя мотоцикл был слабоват для этого. 

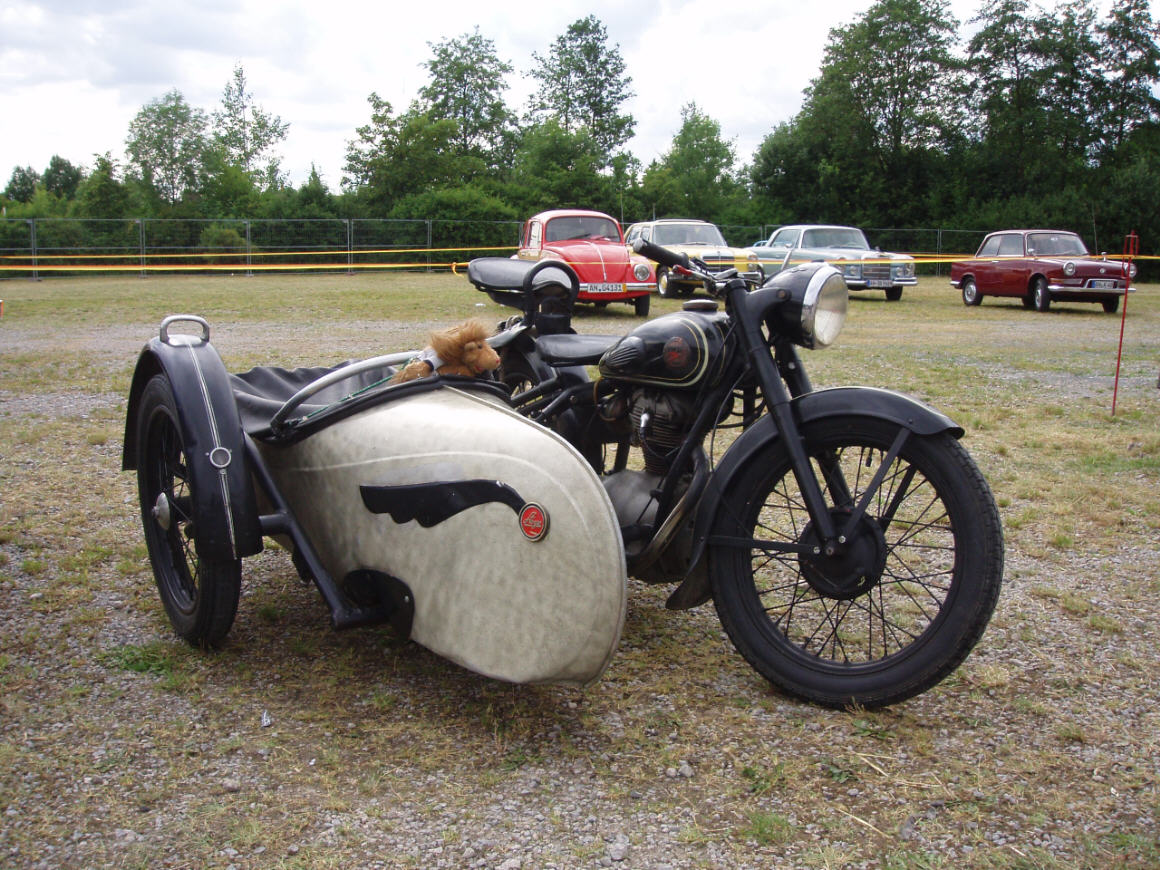
AWO-425 с боковым прицепом

## Модификации
Существовали следующие модификации:
- Simson-425 — базовая модель;
- Simson-425С — модернизированная, выпускалась с 1956 г;
- Simson-425Р — гоночный, имел вдвое более мощный мотор;
- Simson-425ГС — гоночный, для многодневных соревнований.